# 朱林 (文尼察州)
48°41′8″N 28°17′41″E / 48.68556°N 28.29472°E

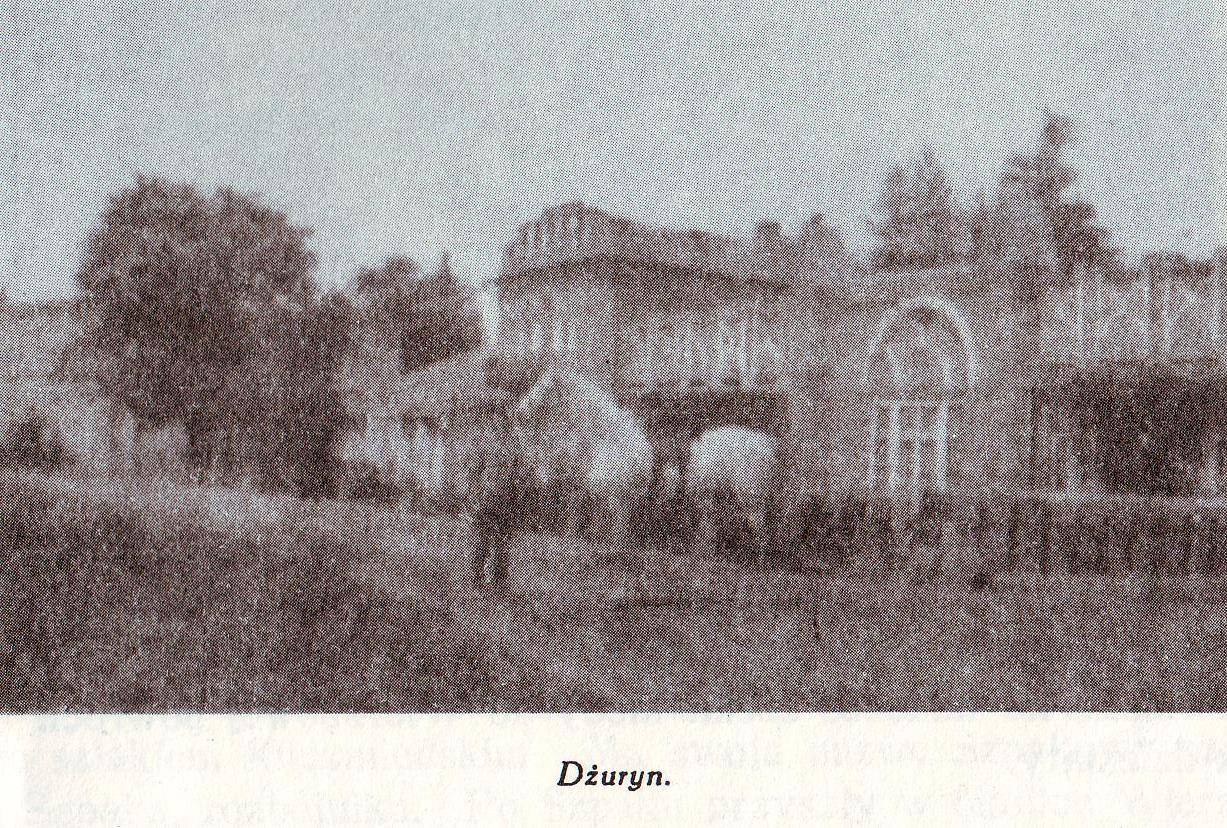
1928年的朱林

朱林（烏克蘭語：Джурин）是位於烏克蘭西南部的村莊，由文尼察州日梅林卡區的朱林市鎮負責管轄，面積6.2平方公里，2001年人口3,734，人口密度每平方公里602.26人。